# Mjögsjön (Fryksände socken, Värmland)
Mjögsjön är en sjö i Torsby kommun i Värmland och ingår i Göta älvs huvudavrinningsområde. Sjön har en area på 0,182 kvadratkilometer och ligger 118,2 meter över havet. Sjön avvattnas av vattendraget Mjögsjöbäcken.

## Delavrinningsområde
Mjögsjön ingår i det delavrinningsområde (667792-134127) som SMHI kallar för Mynnar i Vassjön. Medelhöjden är 136 meter över havet och ytan är 9,6 kvadratkilometer. Det finns ett avrinningsområde uppströms, och räknas det in blir den ackumulerade arean 14,78 kvadratkilometer. Mjögsjöbäcken som avvattnar avrinningsområdet har biflödesordning 4, vilket innebär att vattnet flödar genom totalt 4 vattendrag innan det når havet efter 360 kilometer. Avrinningsområdet består mestadels av skog (77 procent). Avrinningsområdet har 1,29 kvadratkilometer vattenytor vilket ger det en sjöprocent på 6,1 procent.